# Чэн Шигуан, Павел
Павел Чэн Шигуан (15 сентября 1915 года, Китай — 23 августа 2012 года, Тайнань, Китайская Республика) — католический прелат, епископ Тайнаня с 7 июня 1966 года по 3 декабря 1990 год.

## Биография
29 июня 1943 года был рукоположён в священники.
3 мая 1960 года Римский папа Иоанн XXIII назначил его вспомогательным епископом архиепархии Тайбэя и титулярным епископом Уккулы. 25 июля 1960 года состоялось рукоположение Павла Чэн Шигуна в епископа, которое совершил кардинал Фома Тянь Гэнсинь в сослужении с титулярным архиепископом Саламиса Иосифом Го Жоши и епископом Янгу Томасом Ню Хуэйцзином.
Участвовал в работе Второго Ватиканского собора.
C 30 августа 1969 года по 16 июля 1970 года Павел Чэн Шигун был апостольским администратором епархии Цзяи.
3 декабря 1990 года Павел Чэн Шигун вышел в отставку.
Скончался 23 августа 2012 года.